# Койо-Зом
Койо-Зом (урду کویو زوم) — найвища вершина хребта Гіндурадж, між Гіндукушем та Каракорумом. Висота 6872 метри. Розташована в Пакистані, на кордоні провінцій Хайбер-Пахтунхва і Гілгіт-Балтистан. Вперше була підкорена австрійською експедицією в 1968 р. на чолі з доктором Штаммсом. Схили гори круті і покриті снігом.